# Auto battler

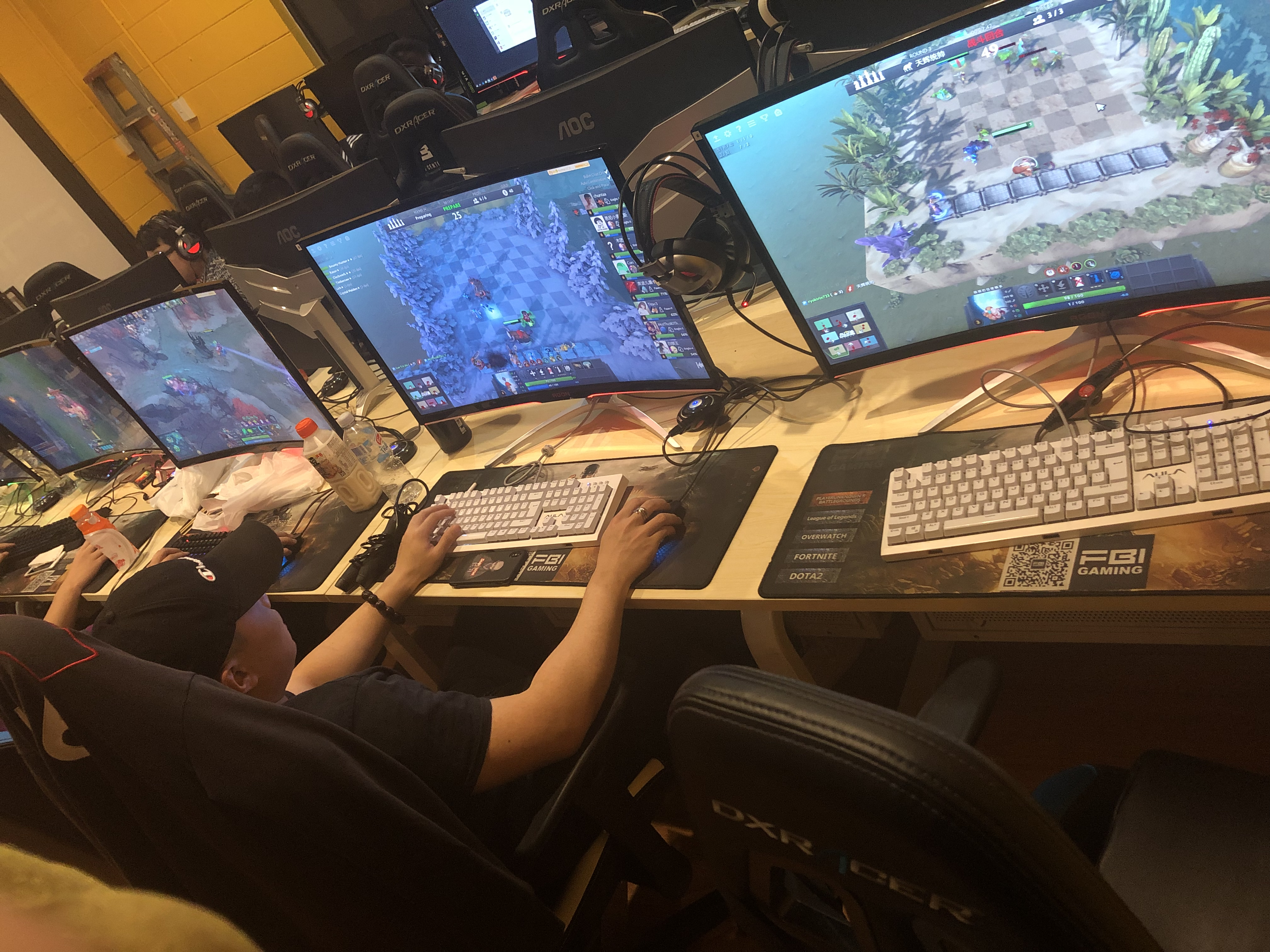
Dota Auto Chess giocato all'interno di un internet café

L'auto battler (noto anche come auto chess) è un sottogenere di videogioco strategico.
I videogiochi di questo genere tipicamente presentano elementi simili agli scacchi, che i giocatori devono posizionare in un campo di battaglia a griglia durante una fase di preparazione; al termine di essa, gli elementi si scontreranno con quelli dell'avversario senza alcuna interazione diretta da parte dei giocatori. Il genere è divenuto popolare grazie a Dota Auto Chess, pubblicato nel 2019, che ha dato il via a videogiochi dello stesso genere sviluppati da altre case di produzione – come Teamfight Tactics, Dota Underlords e Heartsone's Battlegrounds.

## Storia
Le prime radici del genere si possono ritrovare in Pokémon Defense, una modalità personalizzata di tower defense presente all'interno di Warcraft III. Il gioco che ha reso popolari gli auto battler è Dota Auto Chess, una modalità personalizzata di Dota 2 pubblicata nel 2019 da un gruppo di sviluppatori cinesi noto come Drodo Studio. La popolarità della mod, che contava oltre otto milioni di giocatori al mese di maggio 2019, ha portato alla proliferazione del genere un periodo in cui venne dimenticato dalla maggior parte dei giocatori. Il primo auto battler stand-alone è stato Dota Underlords, sviluppato dalla Valve Corporation, seguito da altre mod in-game come Teamfight Tactics – presente all'interno di League of Legends – e Battlegrounds (in Hearthstone).